# Кондюрин, Василий Васильевич
Василий Васильевич Кондю́рин (28 октября [10 ноября] 1907, Шадринск, Пермская губерния — 8 июня 1931, Акжар, КазАССР) — советский пограничник, командир отделения 50-го Зайсанского пограничного отряда.

## Биография
Василий Кондюрин родился 28 октября (10 ноября) 1907 года в семье учителя в городе Шадринске Шадринского уезда Пермской губернии, ныне город областного подчинения Курганской области.
Окончил школу 2-й ступени по специальности учитель.
В пограничных войсках служил с сентября 1929 года. В 1930 году окончил школу младшего комсостава, в которой продолжил службу по обучению и воспитанию молодых бойцов. В дальнейшем направлен командиром отделения на пограничную заставу 50-го Зайсанского пограничного отряда Восточного пограничного округа. За период службы на заставе задержал 45 нарушителей границы.
8 июня 1931 года  (в других источниках 13 сентября 1930 года) Василий Васильевич Кондюрин находясь в наряде с красноармейцем Семёном Петровым, вступил в бой с пятью нарушителями границы. Во время боевого столкновения пограничники устранили двух нарушителей. Петров погиб, а Кондюрин был тяжело ранен. Нарушители подошли к нему и стали глумиться над смертельно раненным комсомольцем. Бой был близ села Акжар Акжарского сельсовета Тарбагатайского района Казакской АССР РСФСР, ныне село — административный центр Акжарского сельского округа того же района Восточно-Казахстанской области Республики Казахстан.
Кондюрин и Петров похоронены на заставе. Ныне 2-я пограничная застава имени В.В. Кондюрина находится в Ойшиликском сельском округе (каз. Ойшілік ауылдық округі) Аксуатского района Абайской области Республики Казахстан
Один из нарушителей границы, убивших Кондюрина и Петрова — Абиш Шарипов (1898 — после 1990), сбежавший из Кокпектинской тюрьмы. Впоследствии жил в Алтайском крае, участвовал в Великой Отечественной войне, а в 1990 году рассказал о содеянном.

## Память
- Приказом КГБ при Совете Министров СССР от 30 апреля 1965 года имя В.В. Кондюрина присвоено 2-й пограничной заставе 50-го Зайсанского пограничного отряда Восточного пограничного округа[8] — 47°21′07″ с. ш. 83°02′40″ в. д.HGЯO
- Улица Кондюрина в городе Зайсане Восточно-Казахстанской области, название присвоено в 1967 году.
- Улица Кондюрина в городе Шадринске Курганской области, ранее ул. Набережная, переименована 12 декабря 1973 года.
- Мемориальная доска на доме в городе Шадринске, где родился пограничник, улица Кондюрина, 44, 1974 год — 56°04′40″ с. ш. 63°38′39″ в. д.HGЯO
- Во дворе МБОУ «Лицей № 1», город Шадринск, ул. Спартака, 18, в 1986 году установлен памятник, скульптор Александр Сергеевич Галяминских — 56°04′57″ с. ш. 63°37′00″ в. д.HGЯO
- Упомянут на памятном знаке «Пограничникам всех поколений», город Курган, открыт 25 сентября 2020 года — 55°26′23″ с. ш. 65°20′10″ в. д.HGЯO

## Семья
Родители, Василий Аполлонович (1852—1910) и Прасковья Степановна (1869—1959) Кондюрины похоронены на Воскресенском кладбище города Шадринска.